# Domínio de Terra Nova
O Domínio de Terra Nova foi um domínio britânico de 1907 a 1949 (antes deste período o território possuiu o estatuto de uma colônia do Reino Unido). O Domínio de Terra Nova  situava-se na parte nordeste da América do Norte junto à costa atlântica e consistia da ilha de Terra Nova e Labrador na parte continental. O domínio foi autônomo de 1907 a 1934 quando ele voluntariamente desistiu do autogoverno que foi retornado ao controle direto de Londres — um dos poucos países a voluntariamente desistir de sua autonomia. Entre 1934 e 1949 uma Comissão de Governo de seis membros (mais um governador) administraram a Terra Nova, reportando ao Escritório do Domínio em Londres. Terra Nova permaneceu como um domínio de jure até se juntar ao Canadá em 1949 para se tornar a décima província do Canadá.